# Fred Falke
Fred Falke (né le 7 janvier 1973) est un producteur et compositeur français de musique électronique.

## Biographie
Fred Falke commence sa carrière musicale comme bassiste, avant de se tourner vers la production vers la fin des années 1990. Il se fait connaitre en composant la plage Intro sur le label Vulture avec Alan Braxe de Stardust,. Leur collaboration dure quelques années au cours desquelles ils deviennent très demandés, signant ensemble plusieurs remixes pour des artistes internationaux tels que Jamiroquai, Kelis, Goldfrapp ou encore Justice. 
Il sort son premier single Omega Man sur le label de Kris Menace, Work it baby, suivi de Music for my friends toujours sur le même label (la plage Love Theme est listée dans la compilation Azuli Miami 2008), à côté de diverses productions en collaboration (Miami horror, Knightlife, etc.).
Fred Falke assure la continuité de la French Touch grâce à un son reconnaissable instantanément avec des mélodies recherchées et des lignes de basses efficaces. Il se produit également en live dans le monde entier, offrant une performance unique ou il combine les instruments et les machines.
Fred Falke a sorti son premier album Part IV le 5 décembre 2011 sur le label Work It Baby. Il est demeuré surtout actif en tant que remixeur, réalisant des versions electro-house avec une touche de disco de titres d'artistes tels que  Hot Chip and VHS or Beta to Ke$ha, Sia, Katy Perry, et Lana Del Rey. Il est également co-auteur ou producteur de chansons d'artistes pop britanniques, tels qu'Ellie Goulding, Florrie, ou Will Young.

## Discographie

### Remixes (liste non exhaustive)
| Année | Artiste                            | Chanson                                                      |
| ----- | ---------------------------------- | ------------------------------------------------------------ |
| 2004  | Menace & Adam                      | Missile Test                                                 |
| 2006  | Kelis                              | Bossy (avec Alan Braxe)                                      |
| 2006  | Hot Chip                           | Colours                                                      |
| 2006  | Bodyrox                            | Yeah Yeah                                                    |
| 2007  | Eskimo Disco                       | What Is Woman ?                                              |
| 2008  | Roland Clarke & The Montanas       | Music Talking                                                |
| 2008  | Sugababes                          | Girls                                                        |
| 2008  | The Whitest Boy Alive (Erlend Øye) | Golden Cage                                                  |
| 2008  | Digitalism                         | Apollo-Gize                                                  |
| 2008  | Lykke Li                           | I'm Good I'm Gone                                            |
| 2008  | Kish Mauve (en)                    | Lose Control                                                 |
| 2008  | Eric Prydz                         | Pjanoo                                                       |
| 2008  | Citylife                           | San Francisco                                                |
| 2008  | Alesha Dixon                       | The Boys Does Nothing                                        |
| 2009  | Roy Davis Jr.                      | I Have A Vision                                              |
| 2009  | Annie                              | Anthonio                                                     |
| 2009  | Little Boots                       | New in Town                                                  |
| 2009  | U2                                 | Magnificent                                                  |
| 2009  | Grizzly Bear                       | Two Weeks                                                    |
| 2009  | Just Jack                          | Doctor Doctor                                                |
| 2009  | Gossip                             | Heavy Cross                                                  |
| 2009  | Pnau                               | Embrace (feat. Ladyhawke)                                    |
| 2009  | La Roux                            | Bulletproof                                                  |
| 2009  | Burns                              | First Move                                                   |
| 2009  | Robbie Williams                    | Bodies                                                       |
| 2009  | Example                            | Watch the Sun Come Up                                        |
| 2009  | Miike Snow                         | Animal                                                       |
| 2009  | Kesha                              | TiK ToK                                                      |
| 2009  | Music Go Music (en)                | Warm in the Shadows                                          |
| 2009  | Miami Horror                       | Make You Mine                                                |
| 2009  | OneRepublic                        | All the Right Moves                                          |
| 2010  | Hurts                              | Unspoken                                                     |
| 2010  | Florrie                            | Call 911                                                     |
| 2010  | Florrie                            | Panic Attack                                                 |
| 2010  | Sia                                | Clap your hands                                              |
| 2010  | Robyn                              | Dancing on my own                                            |
| 2010  | Dido                               | Everything To Lose                                           |
| 2010  | Kele Okereke                       | Everything You Wanted                                        |
| 2010  | The Playin' Stars                  | You Needed Me (feat. Romanthony)                             |
| 2010  | Bryan Ferry                        | You Can Dance                                                |
| 2011  | Metronomy                          | The Look                                                     |
| 2011  | Nero                               | Reaching Out                                                 |
| 2011  | Vandroid                           | Master & Slave                                               |
| 2011  | Uffie                              | Illusion of Love (feat. Mattie Safer)                        |
| 2011  | Wolf Gang                          | The King And All Of His Men                                  |
| 2011  | Darren Hayes                       | Talk Talk Talk                                               |
| 2011  | The Knocks                         | Brightside                                                   |
| 2011  | Skylar Grey                        | Invisible                                                    |
| 2012  | Ricki-Lee Coulter (en)             | Do It Like That                                              |
| 2012  | Dirty Vegas (en)                   | Emma                                                         |
| 2012  | Theophilus London                  | Love Is Real                                                 |
| 2012  | Eva Simons                         | I Don't Like You                                             |
| 2012  | Jimmy Somerville                   | Taken Away                                                   |
| 2012  | Lana Del Rey                       | National Anthem                                              |
| 2012  | Lenny Kravitz                      | Superlove                                                    |
| 2012  | Taryn Manning                      | Send Me Your Love (en)                                       |
| 2012  | Owl City & Carly Rae Jepsen        | Good Time                                                    |
| 2012  | Atlas Genius (en)                  | Trojans                                                      |
| 2012  | Kat Graham                         | Wanna Say                                                    |
| 2012  | Two Door Cinema Club               | Sun                                                          |
| 2012  | OneRepublic                        | Feel Again                                                   |
| 2013  | Selena Gomez                       | Come and Get It                                              |
| 2013  | Patterns                           | Sunny Days                                                   |
| 2014  | Foxes                              | Let Go For Tonight                                           |
| 2014  | Tiesto                             | Red Lights                                                   |
| 2014  | Mystery Skulls (en)                | Ghost                                                        |
| 2014  | Bastille                           | Bad Blood                                                    |
| 2014  | Sirens of Lesbos                   | Long Days, Hot Nights                                        |
| 2014  | Krishane (en)                      | Drunk and Incapable (feat. Melissa Steel (en) et Beenie Man) |
| 2014  | Ella Eyre                          | Comeback                                                     |
| 2014  | Indiana (en)                       | Only The Lonely                                              |
| 2015  | Prides (en)                        | Higher Love                                                  |
| 2015  | Nathan Sykes                       | Kiss Me Quick (en)                                           |
| 2015  | Will Young                         | Thank You                                                    |
| 2016  | Midnight Faces                     | Heavenly Bodies                                              |
| 2016  | Jake Bugg                          | Bitter Salt                                                  |
| 2018  | Synapson                           | Hide Away                                                    |
| 2019  | Møme                               | Sail Away                                                    |
| 2021  | Sheila                             | Little Darlin'                                               |